# Forchbahn BDe 4/4
De Forchbahn BDe 4/4 en Bt is een elektrisch treinstel bestemd voor het regionaal personenvervoer van de Forchbahn (FB).

## Geschiedenis
De Forchbahn liet zeven motorwagens en acht bijwagens door Schweizerische Wagon- und Aufzugfabrik (SWS) en Maschinenfabrik Oerlikon (MFO) bouwen.
De motorwagen BDe 10 en de bijwagen B 119 werden gerestaureerd. Met deze combinatie worden door het Trammuseum Zürich rondritten op het net van het openbaarvervoersbedrijf van Zürich (Verkehrsbetriebe Zürich; VBZ) gehouden en tussen het centrum van Zürich en het trammuseum in het oude depot Burgwies.

## Constructie en techniek
Het treinstel is opgebouwd uit een stalen frame.

### Nummers
De motorwagen BDe 9 werd in 19xx gesloopt.
De motorwagens BDe 11 t/m 16 en de stuurstand rijtuigen Bt 101 t/m 108 werden in 2004 verkocht aan een spoorwegonderneming in Madagaskar. Het transport vond in 2005 plaats.
In het begin van de jaren 1960 zocht de Forchbahn naar grotere voertuigen. In 1962 werden van de trammaatschappij van Lausanne (Tramways lausannois) twee bijwagens gehuurd. Deze werden vernummerd in B 118 en B 119. In 1969 werd de B118 aan de Trogenerbahn verkocht.

### Elektrische tractie
Het traject in het stadsgebied van de VBZ werd geëlektrificeerd met een spanning van 600 volt gelijkstroom en op het traject van Zürich Rehalp naar Esslingen van de Forchbahn werd geëlektrificeerd met een spanning van 1200 volt gelijkstroom.

## Treindiensten
De treinen werden door de Forchbahn (FB) in gezet op het traject:
- Zürich – Esslingen, Forchbahn

## Foto’s

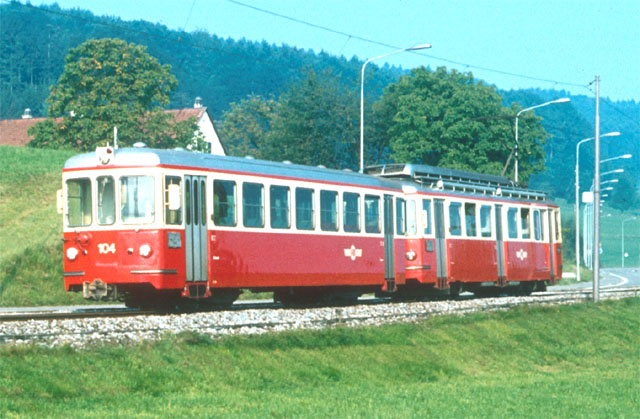
Bt: 104 en Be 4/4 in ± 1982 te Neue Forch
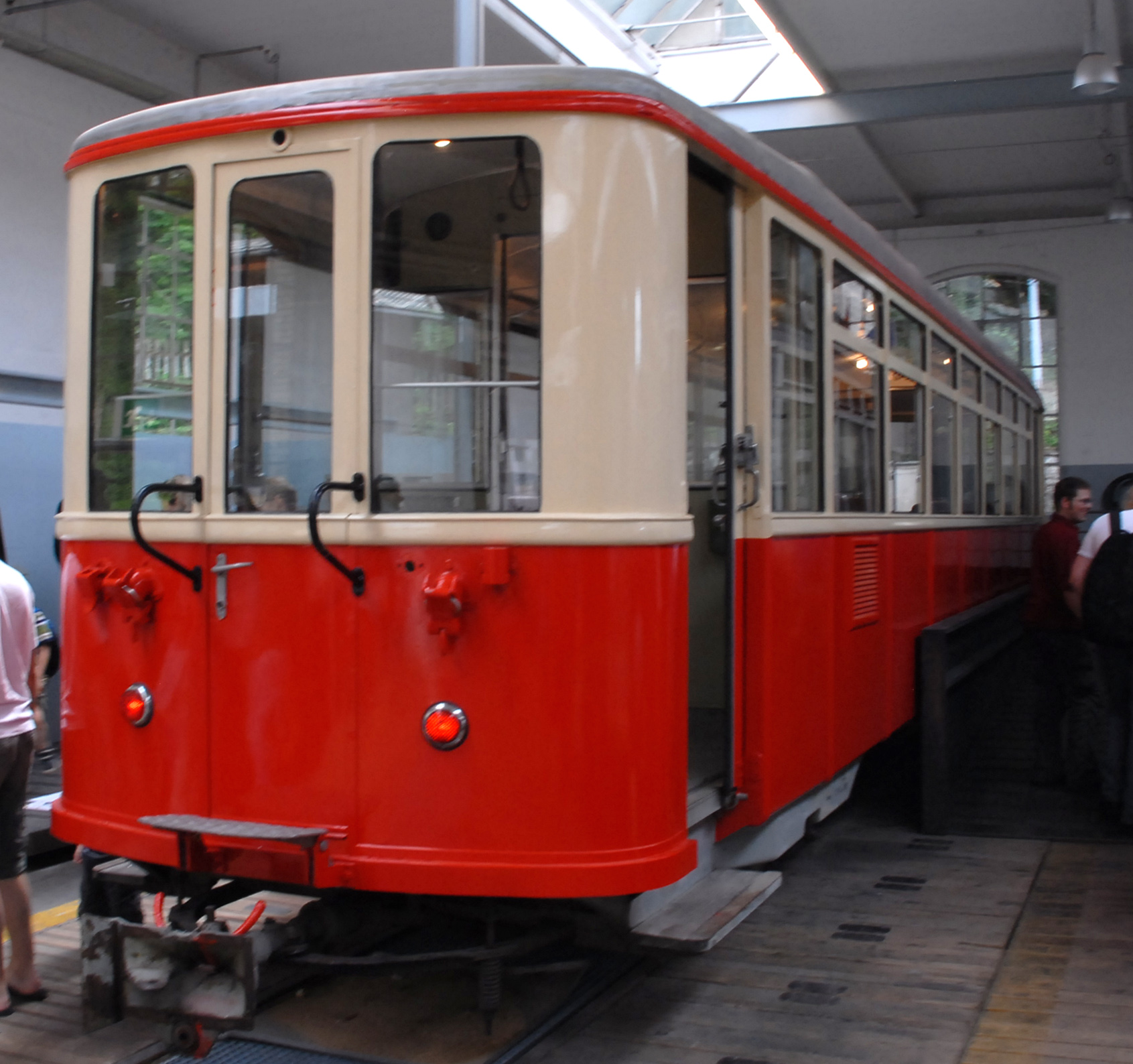
rijtuig: B 119 op 26 mei 2007 in Trammuseum Zürich (ex Depot Burgwies) te Zürich.